# Micheldorf (Gemeinde Micheldorf)
Micheldorf ist eine Ortschaft in der Gemeinde Micheldorf im Bezirk Sankt Veit an der Glan in Kärnten (Österreich). Die Ortschaft hat 666 Einwohner (Stand 1. Jänner 2024). Sie liegt auf dem Gebiet der Katastralgemeinde Micheldorf.

## Lage
Die Ortschaft liegt am Friesacher Feld sowie an den östlichen Ausläufern des Mödringbergzugs, am Micheldorfer Dorfbach, unweit der Metnitz. Die Rudolfsbahn verläuft durch den Ort, die Friesacher Straße läuft östlich am Ort vorbei.

## Geschichte
1064 wird der Ort als Michelndorf erwähnt. Der Ortsname leitet sich vom mittelhochdeutschen michel ab, was groß bedeutet.
Die Kirche St. Veit in Micheldorf wurde 1136 geweiht, der heutige Bau weist noch einen romanischen Kern auf. Doch könnte sich schon eine Nennung von 783/785 auf eine solche Kirche am Ort beziehen. Im 13. Jahrhundert wird ein Festes Haus erwähnt; dieser romanische Bau bildet den Kern des Thurnhofs, eines ehemaligen Volksschulgebäudes bei der Kirche.
1797 plünderten französische Truppen die Kirche, nachdem Erzherzog Karl drei Tage lang sein Hauptquartier im Ort aufgeschlagen hatte. 1841 wurde eine Schule in Micheldorf gegründet.
Auf dem Gebiet der Steuergemeinde Micheldorf liegend, gehörte Micheldorf in der ersten Hälfte des 19. Jahrhunderts zum Steuerbezirk Althofen (Herrschaft und Landgericht). Bei Gründung der Ortsgemeinden Mitte des 19. Jahrhunderts kam der Ort zunächst an die Gemeinde Friesach, 1892 wurde er Hauptort der damals neu errichtete Gemeinde Micheldorf. Im Zuge der Gemeindestrukturreform 1973 wurde die Gemeinde Micheldorf aufgelöst; Micheldorf kam zurück an die Gemeinde Friesach. 1992 wurde die Gemeinde Micheldorf wiedererrichtet, Micheldorf ist seither wieder deren Gemeindehauptort.
Der Ort bestand lange Zeit nur aus einigen Häusern rund um die Kirche, sowie nördlich davon im Bereich der heutigen Hauptstraße und Pfarrstraße, aus dem landtäflichen Gut Eggarthof nordwestlich oberhalb des Dorfs, sowie einigen wenigen Häusern nahe der Mündung des Dorfbachs in die Metnitz. Mitte des 20. Jahrhunderts entstand die Thierry-Siedlung, eine Einfamilienhaussiedlung damals südöstlich außerhalb des Dorfs. Anstelle des Eggarthofs wurde der Agathenhof errichtet, der zeitweise als Zentrum ultrarechter Esoterik galt und heute als Rehabilitationszentrum geführt wird. In der zweiten Hälfte des 20. Jahrhunderts wuchs das Dorf durch den Bau zahlreicher Einfamilienhäuser rasch an.

## Bevölkerungsentwicklung
Für die Ortschaft ermittelte man folgende Einwohnerzahlen:
- 1869: 33 Häuser, 192 Einwohner[6]
- 1880: 33 Häuser, 181 Einwohner[7]
- 1890: 31 Häuser, 199 Einwohner[8]
- 1900: 29 Häuser, 190 Einwohner[9]
- 1910: 32 Häuser, 241 Einwohner[10]
- 1923: 36 Häuser, 227 Einwohner[11]
- 1934: 316 Einwohner[12]
- 1961: 71 Häuser, 525 Einwohner[13]
- 2001: 235 Gebäude (davon 205 mit Hauptwohnsitz) mit 325 Wohnungen; 820 Einwohner und 27 Nebenwohnsitzfälle; 313 Haushalte; 24 Arbeitsstätten, 24 land- und forstwirtschaftliche Betriebe[14]
- 2011: 246 Gebäude, 708 Einwohner, 308 Haushalte, 20 Arbeitsstätten[15]
- 2021: 257 Gebäude, 697 Einwohner, 315 Haushalte, 34 Arbeitsstätten[16]